# Allersberg-Express

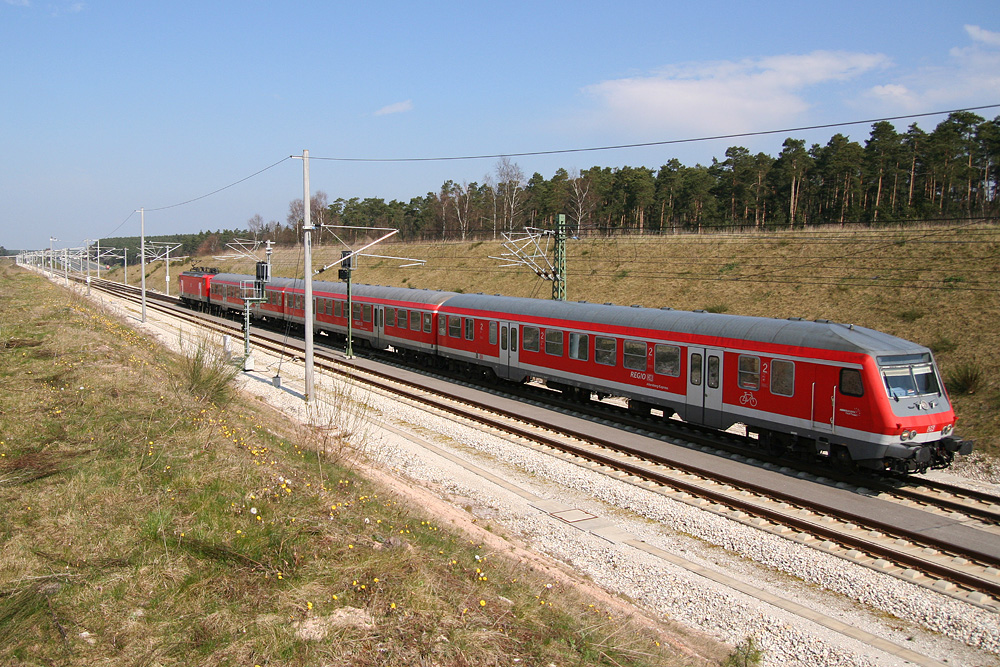
Ein Zug des Allersberg-Express erreicht den Bahnhof Allersberg (Rothsee)

Allersberg-Express (im VGN auch als R9 Express bezeichnet) war die Bezeichnung einer zwischen Nürnberg Hauptbahnhof und dem Bahnhof Allersberg (Rothsee) verkehrenden Regionalbahn. Der Betrieb wurde zum Fahrplanwechsel am 10. Dezember 2006 aufgenommen. Am 13. Dezember 2020 wurde sie als Linie S 5 in das Nürnberger S-Bahn-Netz integriert.

## Verkehrsanbindung
Die 140 km/h schnellen Züge verkehrten zwischen Nürnberg und Allersberg ohne Halt über die Schnellfahrstrecke Nürnberg–Ingolstadt. Die Fahrzeit auf der 25 km langen Strecke lag bei 15 Minuten in Richtung Allersberg und bei 14 Minuten in Richtung Nürnberg (Stand: Jahresfahrplan 2012). 
Die Züge verkehrten ab Allersberg werktags zwischen 5:00 und 24:00 Uhr stündlich und ab Nürnberg Hauptbahnhof zwischen 4:00 Uhr und 23:00 Uhr (je mit Taktlücken). Zusammen mit den in Allersberg ebenfalls haltenden Zügen des München-Nürnberg-Expresses wurde zwischen 5:00 und 8:00 Uhr werktags ein Halbstundentakt zwischen Allersberg und Nürnberg angeboten. Bis Mitternacht bestand somit ein Stundentakt mit einzelnen Lücken. Am Wochenende war das Verkehrsangebot mit fünf Zugpaaren stark eingeschränkt.
Die Züge verkehrten ab Nürnberg Hauptbahnhof zumeist von Gleis 5 oder 14. In Allersberg verkehrten die Züge stets von Gleis 1. Aus Richtung Nürnberg wechselten die Züge dazu auf einem Gleiswechsel im Nordkopf des Bahnhofs auf das östliche Streckengleis.

## Fahrzeugmaterial

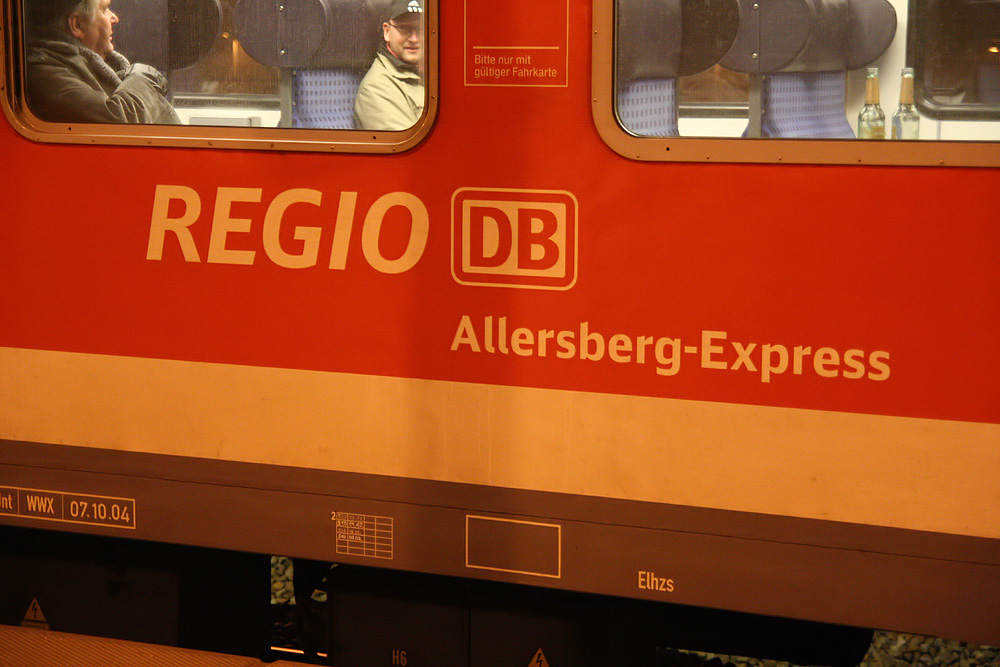
Schriftzug auf den bis Dezember 2013 eingesetzten Wagen des Allersberg-Express

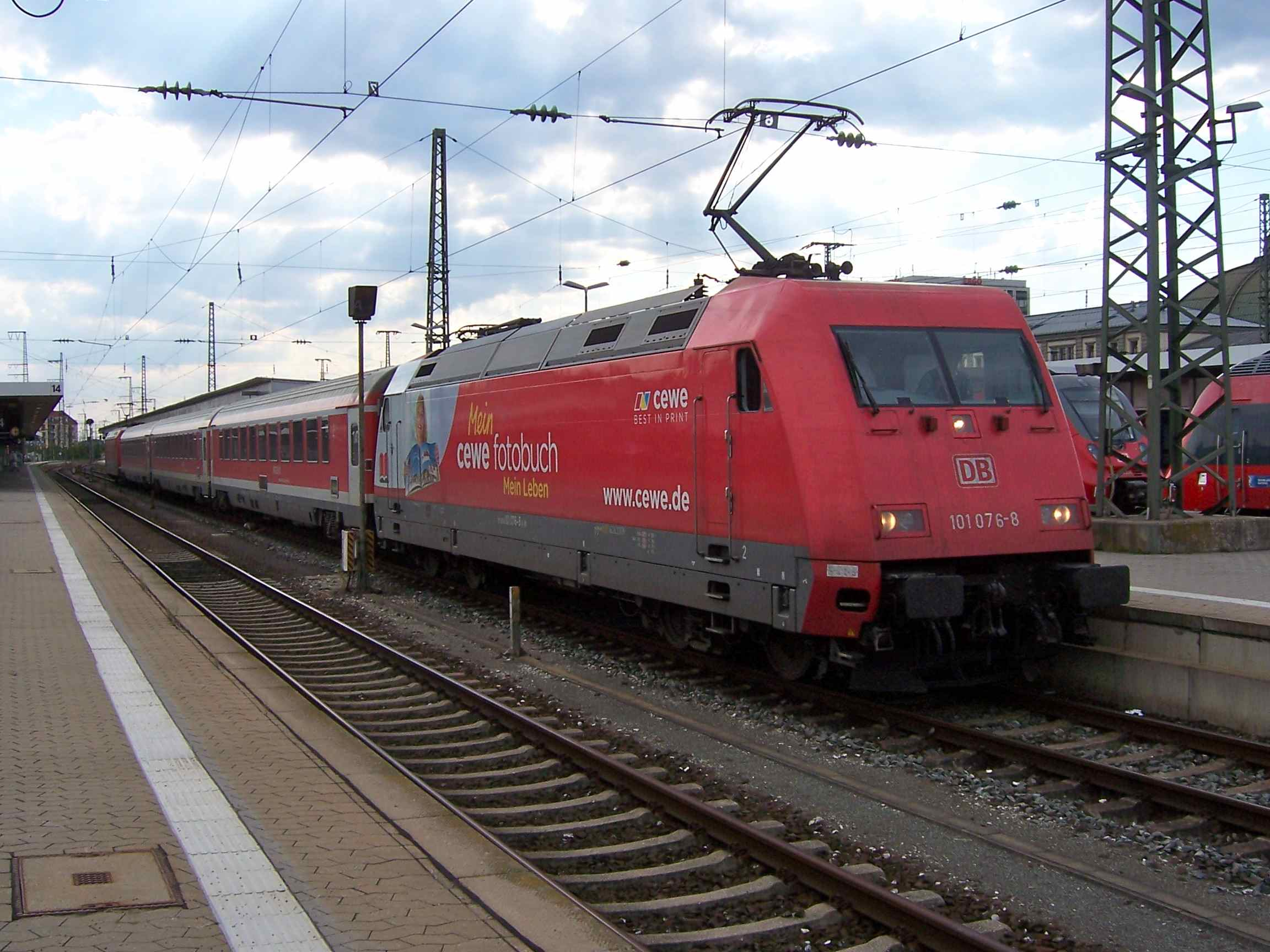
Abfahrbereiter Allersberg-Express mit einer Baureihe 101 in Nürnberg Hbf (2. Juli 2014)

Die Züge wurden von 2006 bis Dezember 2013 aus einer Elektrolokomotive der Baureihe 111 und drei modernisierten n-Wagen (Gattung Bnrdz, Baureihe 451.9) gebildet, darunter ein Steuerwagen (Gattung Bnrbdzf, Baureihe 480.3). Zur Betriebsaufnahme kamen zwei Lokomotiven der Baureihe 112 zum Einsatz („Sandwich“). Es standen 240 Sitzplätze (ausschließlich zweite Klasse) sowie 34 Stellplätze für die Fahrradmitnahme zur Verfügung.
Der letzte Umlauf des Tages wurde mit einer Sechs-Wagen-Garnitur des München-Nürnberg-Express und einer fahrplanmäßigen Höchstgeschwindigkeit von 160 km/h gefahren.
Seit 15. Dezember 2013 fuhren die Züge mit IC-Wagen der Bauart Bpmz und Steuerwagen der Bauart Bpmbdzf aus dem München-Nürnberg-Express, die verkehrsrot lackiert waren. Ab Juli 2014 wurde der Steuerwagen durch eine Lokomotive der DB-Baureihe 101 ersetzt, so dass der Zug in der Reihung 101 + Bpmz + Bpmz + Bpmz + 101 verkehrte.
Ab Frühjahr 2020 wurden im Zuge der bevorstehenden Integration in das Nürnberger S-Bahn-Netz Fahrzeuge des Typs Alstom Coradia Continental eingesetzt.

## Besonderheiten
- Die Garnituren verkehrten, soweit möglich, LZB-geführt. Technisch bedingt war dabei, nach dem Fahrtrichtungswechsel in Allersberg, in Fahrtrichtung Nürnberg eine Aufnahme in die LZB erst nördlich des Bahnhofs Allersberg (am Bereichskennzeichnungswechsel Streckenkilometer 23,6) möglich. Zuvor musste der Bahnhof signalgeführt verlassen werden. Bevor das Signal am Bahnsteig in Allersberg jedoch auf Fahrt wechselte, musste bis März 2016 der gesamte, rund 15 Kilometer lange Abschnitt, bis zum nächsten Lichtsignal am Abzweig Nürnberg Reichswald frei von Zügen sein. Bei einer Überholung durch einen ICE vergingen somit mindestens vier Minuten, bevor eine Abfahrt möglich war. Im März 2016 gingen neue Blocksignale beim Streckenkilometer 17 in Betrieb, so dass nun ein Nachfahren auf Signal frühestens etwa zwei Minuten nach Durchfahrt eines überholenden ICE in Allersberg möglich war.

- Der bis zu 140 km/h schnelle Allersberg-Express war bis zur Umstellung des Wagenmaterials im Dezember 2013 der einzige nicht druckdichte Regionalzug, der planmäßig bis zu 300 km/h schnell fahrenden ICE-Zügen auf freier Strecke begegnete. Er war einer von wenigen Regionalzügen, der planmäßig auf einer Schnellfahrstrecke verkehrte.

## Geschichte
Nach dem Planungsstand von 1992 waren 16 Regionalschnellbahnen (RSB) zwischen Nürnberg Hauptbahnhof und Ingolstadt Hauptbahnhof vorgesehen. Bei einer Höchstgeschwindigkeit von 140 km/h sollte eine Reisezeit von 49 Minuten diesen Städten bzw. von 13 Minuten zwischen Nürnberg Hauptbahnhof und Allersberg erreicht werden.
Der zugrundeliegende Verkehrsvertrag wurde am 18. Oktober 2005 von der Bayerischen Eisenbahngesellschaft an DB Regio vergeben. Zunächst war dabei ein stündlicher Verkehr zwischen Montag und Freitag vorgesehen. Über eine Laufzeit von sieben Jahren sollte, in Verbindung mit dem München-Nürnberg-Express, eine Leistung von 1,7 Millionen Zugkilometern pro Jahr erbracht werden. Nach damaligen Planungen war anschließend eine Vergabe für zehn Jahre vorgesehen.
Als Linie R 9 wurde der Allersberg-Express im Dezember 2006 als 21. Regionalverkehrslinie im Verkehrsverbund Großraum Nürnberg in Betrieb genommen.
In einer Vorinformation gab die Bayerische Eisenbahngesellschaft am 1. März 2012 ihre Absicht bekannt, den Betrieb des München-Nürnberg- und des Allersberg-Expresses für den Zeitraum zwischen dem 15. Dezember 2013 und dem 12. Dezember 2015 freihändig an DB Regio zu vergeben. Optional war die Verlängerung um ein weiteres Jahr vorgesehen. Dabei sollten entgegen der bisherigen Praxis die Fahrzeugumläufe der beiden Angebote miteinander verknüpft und damit auch auf dem Allersberg-Express die Garnituren des München-Nürnberg-Expresses eingesetzt werden. Vorgesehen war zur Hauptverkehrszeit ein Stundentakt, in der Nebenverkehrszeit ein Zwei-Stunden-Takt mit abwechselnden Taktzeiten.
Nach einer europaweiten Ausschreibung wurde am 22. November 2013 der Regionalverkehr auf der Neubaustrecke für den Zeitraum vom 15. Dezember 2013 bis zum 10. Dezember 2016 an DB Regio vergeben. Insgesamt sollen rund 1,6 Millionen Zugkilometer pro Jahr erbracht werden.
Zum Fahrplanwechsel im Dezember 2013 wurden am Wochenende Züge des Allersberg-Express durch solche des München-Nürnberg-Express ersetzt, um dem wachsenden Fahrgastaufkommen Richtung Ingolstadt und München Rechnung zu tragen. Gleichzeitig fuhren außerhalb der Berufsverkehrszeit weniger Züge zwischen Nürnberg und Allersberg. Im morgendlichen Berufsverkehr wurde etwa alle 40 Minuten eine Verbindung angeboten.
Die Linie sollte ab Dezember 2018 als Linie S 5 in die S-Bahn Nürnberg integriert werden. Die Fahrplanlage sollte weitgehend unverändert bleiben. Die Bayerische Eisenbahngesellschaft verzichtete nach eigenen Angaben aus Kostengründen darauf, das neue Angebot zusammen mit dem München-Nürnberg-Express auszuschreiben. Eine Verlängerung, beispielsweise nach Ansbach, werde geprüft. Im Januar 2015 gab die Bayerische Eisenbahngesellschaft bekannt, dass die National Express Group beide Lose der S-Bahn Nürnberg und somit auch den Allersberg-Express gewonnen habe und diese ab Dezember 2018 betreiben werde. Am 19. Dezember 2016 wurde entschieden, dass auch künftig DB Regio den Betrieb führen soll.
Die Inbetriebnahme der S 5 wurde mehrmals verschoben und fand schließlich am 13. Dezember 2020 statt. Damit endete die Existenz des Allersberg-Express.